# 安全ピペッター

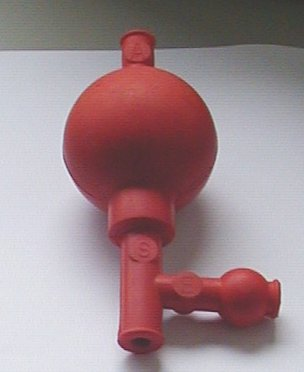
安全ピペッターの例

安全ピペッター（あんぜんピペッター、英語: safety pipette filler）とは、化学の実験に用いられる器具の一つ。メスピペットなどの器具に付属して使用される天然ゴム状の誤飲防止装置である。
メスピペットなどの器具の使用時に必ず使用されるわけではなく推奨されているだけである。

## 種類
画像のようなゴム製の物が一般的な形状だが、なかにはバルブが1本しかないものや、シリコン製のもの、ゴム球の形状が違うものなどがある。

## 形状
3つのボタンと真ん中とEボタン右側のゴム球がある。
真ん中のゴム球
A(air)ボタンと同時に押して、空気を抜くときに使われる。
Eボタン右側のゴム球
最後の一滴を出すために使われる。
A(air)ボタン
空気を抜くために使い、真ん中のゴム球の上にある。
S(suck)ボタン
液体を吸い上げるときに使い、真ん中のゴム球の下にある。
E(enpty)ボタン
ピペットの中の液体を出すのに使い、Sボタンの右側にある。

## 使い方
1. 安全ピペッターをピペットに取り付ける。
2. Aボタンと真ん中のゴム球を同時に押し、球部の空気を抜く。
3. Sボタンを押し、標線[注釈 1]よりやや上まで液体を吸い上げる。
4. Eボタンを押し[注釈 2]、液体を抜いて標線[注釈 1]に合わせて、他の容器に移す。
5. Eボタンを押し、Eボタンの先にある穴を塞いで、Eボタン右側のゴム球を押して最後の一滴を出す。

## 洗浄
安全ピペッターの中に液体が入ってしまうなどのことで、安全ピペッターを洗浄する時は、適当な有機溶媒で洗う。